# Softpedia
Softpedia es un sitio web que indexa la información y ofrece descargas de software (programas, apps, juegos, drivers...) para diversos sistemas operativos como Windows, macOS y Linux, así como diferentes plataformas (PC, teléfonos inteligentes...).
La página web clasifica también noticias importantes de computadoras, tecnología, ciencia, salud y pasa tiempo tanto de otras páginas web como también de recursos propios. Según Alexa traffic rankinks, en noviembre de 2008 se clasificaba entre los 300 páginas web más visitadas de la red. Al principio softpedia se llamaba Softnews.ro, pero a finales del año 2003 se cambió de nombre a Softpedia.
Softpedia confirma que cada producto software o juego que está en la página web fue probado con precisión, después de que se usaran métodos para detectar posibles virus malware, adware o spyware. Según las afirmaciones de Softpedia los programas que son 100% libres de virus las etiqueta con "100% Clean" y los programas gratis se les etiqueta con "100% Free".
La página también tiene un foro.
A nivel global Softpedia.com está en el top de portales de descargas y la concurrencia viene en primer lugar de Estados Unidos. En el año 2007 el tráfico en Softpedia.com era casi de 3,5 millones de visitantes a la semana, la mayoría fuera de Rumania.
Softpedia.com ganó en 2006 alrededor de 1,6 millones de euros y el 95% del dinero vino fuera de Rumania, solamente un 5% vino de las campañas de publicidad para las empresas de su natal país. El 4 de septiembre de ese mismo año se registraron cerca de 179.993 aplicaciones y 217.287.038 de descargas.